# Segunda División 'B' de México
La Segunda División 'B' de México fue el tercer nivel de fútbol profesional dentro del Sistema de ligas de fútbol en México. Se fundó en 1982 con el objetivo de ser una categoría media para los equipos en transición desde la Tercera División hacia la Segunda cuando ésta era la segunda categoría del balompié nacional y para reducir el número de equipos de la categoría de plata, que en ese entonces alcanzaba los 24 equipos. En su primera temporada contó con 20 clubes fundadores. 
La historia de esta categoría llegó a su fin al culminar la temporada 1993-1994 cuando la Federación Mexicana de Fútbol creó la Primera División 'A' como categoría previa al Máximo circuito bajando así a la Segunda División al tercer nivel y de esta forma haciendo innecesaria la existencia de la Segunda B.

## Formato de Competencia
Desde la temporada 1982-83 hasta la 1988-89 los equipos participantes se repartían en cuatro grupos de cuatro o cinco clubes respectivamente clasificando los mejores ocho (hasta 1987) o diez (de 1987 a 1990) a la ronda de liguilla, en donde se dividían en dos grupos de cuatro o cinco conjuntos siendo el líder de cada uno de ellos el equipo que clasificaría a la final del campeonato. Por el lado contrario, los dos peores equipos de la competencia descendían directamente a Tercera, mientras el antepenúltimo lugar jugaría una promoción. Todos los equipos jugaban contra el resto a ida vuelta por lo que el torneo contó un promedio de 36-38 jornadas.
Durante las temporadas 1989-90 y 1990-91 los equipos se dividieron en dos grupos repartidos de acuerdo con su ubicación geográfica jugando únicamente entre ellos a visita recíproca durante 16 o 18 jornadas. Tras esta primera fase, los mejores seis de cada agrupación pasaban a una ronda de campeonato donde jugarían durante 22 partidos para elegir al campeón y al segundo equipo en ascender. Los últimos 3 o 4 sitios de los grupos pasarían a un grupo de descenso donde los últimos dos lugares bajarían directamente a Tercera y el antepenúltimo disputaría una promoción de permanencia.
Finalmente, a partir de la temporada 1991-92 y hasta el fin de la competición los participantes seguirían una tabla general de posiciones en la cual los primeros ocho clasificarían a la fase de grupos de liguilla mientras los últimos dos o tres puestos quedarían en el descenso, siendo finalistas los campeones de grupo quienes lograrían el ascenso.

## Tabla de Campeones de Segunda División "B"[1]
| Temporada | Campeón              | Subcampeón                        | Descenso                                           | Ascenso                                                                  |
| --------- | -------------------- | --------------------------------- | -------------------------------------------------- | ------------------------------------------------------------------------ |
| 1982-1983 | Correcaminos UAT     | Uruapan                           | Salmantino, Durango y Estudiantes de Chiapas       | x                                                                        |
| 1983-1984 | Santos IMSS          | Universidad Autónoma de Querétaro | Salina Cruz y Tenancingo                           | Universidad Autónoma de Querétaro                                        |
| 1984-1985 | La Piedad            | Pumas E.N.E.P.                    | Gallos Satélite y Lagos de Moreno                  | Lagos de Moreno                                                          |
| 1985-1986 | Tapatío              | Albinegros de Orizaba             | Santos San Luis, Oaxaca B y UPAEP                  | Santos San Luis y Galicia                                                |
| 1986-1987 | S.U.O.O.             | Cachorros Neza                    | Lobos Tlaxacala y San Miguel de Allende            | Celaya, San Miguel de Allende y Alteños de Tepatitlán                    |
| 1987-1988 | Nuevo León           | Pachuca                           | Cuautla, Universidad Autónoma de Coahuila y Zamora | C.R.E.A. Zacatecas y Universidad Autónoma de Coahuila                    |
| 1988-1989 | Bachilleres          | Galicia de Cuernavaca             | Linces de San Luis, Jimex y San Mateo Atenco       | x                                                                        |
| 1989-1990 | Cachorros Zamora     | Guerreros de Acapulco             | Grupo Yucatán y Zacatecas                          | Grupo Yucatán                                                            |
| 1990-1991 | Ayense               | S.U.O.O.                          | F.E.G., Ola Naranja y Halcones de Marina           | Cruz Azul Hidalgo y Yautepec                                             |
| 1991-1992 | Deportivo Tepatitlán | Zitlaltepec                       | Yautepec, Industriales Tepatitlán e Imperio Alal   | Deportivo Abasolo                                                        |
| 1992-1993 | Oaxaca               | Atlético Tecomán                  | Águila Progreso Industrial y Puerto Vallarta       | Delfines de Xalapa, Puerto Vallarta y Voladores de Papantla              |
| 1993-1994 | Tapatío              | Real Hidalgo                      | x                                                  | Cruz Azul Oaxaca, Cuautla, Jaguares de Tabasco, San Sebastián y Yautepec |

## Palmarés
| Equipo                            | Campeonatos | Subcampeonatos |
| --------------------------------- | ----------- | -------------- |
| Tapatío                           | 2           | 0              |
| S.U.O.O.                          | 1           | 1              |
| Correcaminos de la UAT            | 1           | 0              |
| Santos                            | 1           | 0              |
| La Piedad                         | 1           | 0              |
| Nuevo León                        | 1           | 0              |
| Bachilleres                       | 1           | 0              |
| Cachorros Zamora                  | 1           | 0              |
| Ayense                            | 1           | 0              |
| Deportivo Tepatitlán              | 1           | 0              |
| Oaxaca                            | 1           | 0              |
| Cachorros Neza                    | 0           | 1              |
| Uruapan                           | 0           | 1              |
| Universidad Autónoma de Querétaro | 0           | 1              |
| Pumas E.N.E.P.                    | 0           | 1              |
| Albinegros de Orizaba             | 0           | 1              |
| Pachuca                           | 0           | 1              |
| Zitaltepec                        | 0           | 1              |
| Galicia de Cuernavaca             | 0           | 1              |
| Guerreros de Acapulco             | 0           | 1              |
| Atlético Tecomán                  | 0           | 1              |